# Großsteingrab Schwiepke
Das Großsteingrab Schwiepke war eine megalithische Grabanlage der jungsteinzeitlichen Trichterbecherkultur bei Schwiepke, einem Ortsteil von Küsten im Landkreis Lüchow-Dannenberg (Niedersachsen). Es befand sich nordwestlich des Ortes und wurde im 19. Jahrhundert zerstört. Über Ausrichtung, Maße und Grabtyp liegen keine Informationen vor.